# Разсеян звезден куп
Разсеяният звезден куп е групировка от няколко стотици до няколко хиляди звезди, образуващи гравитационно свързана система без определена форма. Гравитационното взаимодействие между звездите в разсеяния куп е относително слабо, сравнено с това в кълбовидните звездни купове.
Разсеяни купове могат да се намерят единствено в рамките на спирални и неправилни галактики, в които текат активни процеси на звездообразуване, тъй като елиптичните галактики са населени само със стари звезди. Разсеяните купове произхождат от гигантски молекулярни облаци (студени космически облаци от газ и прах) и звездите в тях обикновено са на възраст под няколкостотин милиона години. При сблъсък с други купове или облаци от газ, получен при движението около центъра на галактиката, част от звездите в разсеяния куп могат да се разрушат или „отлъчат“ от купа, както и нови звезди могат да бъдат привлечени към него.
Разсеяните звездни купове имат размери от 1,5 до 12 парсека, а средната пространствена концентрация на звездите е от 1 до 100 парсек-3.
Разсеяните купове са особено важни обекти в изучаването на звездната еволюция. Тъй като всички звезди в един куп са с приблизително еднаква възраст и химически състав, ефектите от други въздействия могат да се изследват по-добре над звездни купове, отколкото над изолирани звезди.
Най-известните разсеяни купове са Плеяди и Хиади от съзвездието Бик, Ясли в съзвездието Рак, Дива патица в съзвездието Щит.